# Michel Vaillant
Michel Vaillant to francuska seria komiksowa, której twórcą jest Jean Graton. Jej bohaterem jest kierowca wyścigowy Michel Vaillant, członek zespołu wyścigowego Vaillante.
Seria ukazuje się nakładem wydawnictw Le Lombard i Dargaud od 1959 roku i liczy 70 albumów cyklu głównego i kilkadziesiąt pobocznych. Uważana jest za klasyczną pozycję w dziejach europejskiego komiksu i doczekała się wielu tłumaczeń, m.in. na polski (w latach 2002–2004 wydawnictwo Motopol-Twój Komiks opublikowało albumy 1-4 i 64). Od 1994 roku serię współtworzy syn Michela Gratona, Philippe. Michel Vaillant stał się kanwą dwóch seriali animowanych i filmu fabularnego (Najlepsi z najlepszych, 2003).
W komiksie w barwach Vaillante ścigali się poza fikcyjnym Michelem Vaillante także prawdziwi zawodnicy, tacy ak Jean-Pierre Beltoise, Éric Bernard, Mauro Bianchi, Thierry Boutsen, Jacky Ickx, Vanina Ickx, Didier Pironi czy Julie Wood.

## Bohaterowie
Głównym bohaterem komiksu jest Michel Vaillant, kierowca i sportowiec. Bierze udział w licznych mistrzostwach Formuły 1, które wygrywa w czterech różnych albumach. Czterokrotnie zwyciężył w Indianapolis 500 i 24-godzinny wyścig Le Mans. Brał także udział w wyścigach rajdowych, wygrywając rajdy East African Safari i Paryż-Dakar. Brał udział w kilku wyścigach F2, F3 i GT i innych. Potrafi także prowadzić ciężarówki i motocykle, bardzo dobrze trenuje piłkę nożną, gimnastykę, tenis, judo i jazdę na nartach. Jako miły, poważny, pomocny, uważny, uczciwy i hojny człowiek Michel cieszy się dużą popularnością. Jego liczne zdolności, odwaga i wartości, dobroć i wygląd fizyczny czynią go praktycznie idealnym bohaterem, bez żadnych wad.
Françoise Vaillant jest żoną Michela. Po raz pierwszy pojawiła się w 1963 roku, jako nastolatka. Była wówczas dziennikarką gazety należącej do jej ojca Louisa Latoura, dobrego przyjaciela Henriego Vaillanta. W 1966 roku pojawiła się ponownie, ale jako starsza, atrakcyjna młoda kobieta. Od tego czasu pojawiała się na każdym albumie serii i widywała Vaillanta coraz częściej, aż do chwili, gdy jego rodzina namówiła go, aby się z nią ożenił. Pobrali się w 1974 roku. Françoise w niektórych przygodach jest główną bohaterką.
Jean-Pierre Vaillant jest starszym bratem Michela. Podobnie jak Michel zaczynał jako kierowca zespołu Vaillante. Już na pierwszym albumie poślubił Agnès de Chanzy, córkę przyjaciela Henriego Vaillanta mieszkającego w Argentynie. Jednak szybko zaczął coraz bardziej interesować się zarządzaniem rodzinnym zespołem i opracowywaniem strategii na potrzeby wyścigów Formuły 1. Wkrótce został szefem Vaillante, zastępując swojego ojca. Potrafi podejmować trudne decyzje, nie waha się też przed realizacją ambitnych projektów. Ma syna Jean-Michela Vaillanta, który jest chrześniakiem Michela.
Henri Vaillant jest ojcem Michela i Jean-Pierre'a. Zaczynał jako mechanik, następnie został kierowcą, stworzył własny zespół, a następnie został prezesem Vaillante. Raczej autorytarny, dał dwójce swoich dzieci rygorystyczną edukację. Później pozwolił swojemu synowi Jean-Pierre’owi przejąć stanowisko szefa i przeszedł na emeryturę. Jego sposób życia pozostaje skromny, jako prezes do pracy jeździł na rowerze. Człowiek szanowany, bliski swoim pracownikom, jest przez nich bardzo ceniony.
Steve Warson to amerykański kierowca i najlepszy przyjaciel Michela. Po raz pierwszy pojawił się w komiksie w 1957 roku. Steve ma inną osobowość niż Michel: pali, pije, flirtuje, bije się i przeciwstawia się innym kierowcom. Pomimo kilku wad jest dobrym kierowcą zespołu Vaillante i wiernym kolegą z drużyny Michela, nawet jeśli jego romantyczne przygody czasami sprawiały, że był okazjonalnym rywalem Michela. 
„Lider” to tajemnicza postać będąca największym rywalem Vaillante i właścicielem drużyny Liderów. Zespół Leader wykorzystuje nowoczesne i zaawansowane technologie, aby konkurować z zespołem Vaillante w wyścigach samochodowych. Zespół ucieka się do agresywnych strategii, aby wygrywać wyścigi. Wychowany przez  mnichów buddyjskich, ambitny i okrutny człowiek, studiował odmianę buddyzmu, która daje mu niesamowite moce, których używa, próbując zdominować przemysł motoryzacyjny. Jego pierwszy występ miał miejsce na albumie „Mach 1 pour Steve Warson”.

## Przedsiębiorstwo Vaillante

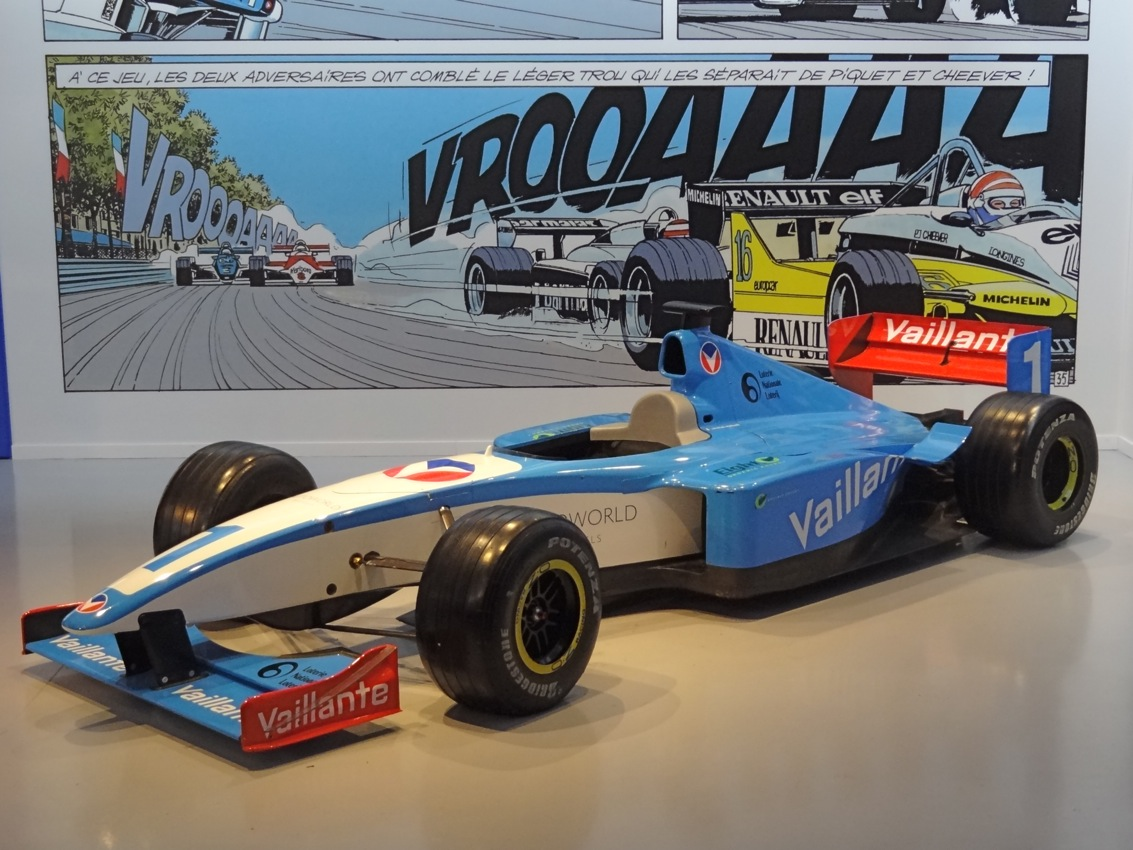
Vaillante F1, oparty na Jordanie EJ11

W fabule komiksu, Vaillante to francuskie przedsiębiorstwo motoryzacyjne i zespół wyścigowy. Przedsiębiorstwo zostało założone przez Henriego Vaillanta. W wyścigach samochodowych zespół Vaillante zadebiutował podczas 24h Le Mans 1939, w którym Vaillant startował z Margaret Randson; załoga nie ukończyła jednak wyścigu. Henri Vaillant był również pierwszym dyrektorem przedsiębiorstwa Vaillante, po czym zastąpił go jego syn Jean-Pierre.
Vaillante wystawiało samochody w takich seriach jak 24h Le Mans, rajdowe mistrzostwa świata, Formuła 1 czy Indianapolis 500. Podstawowym kierowcą Vaillante był Michel Vaillant, który zadebiutował w barwach zespołu w 1957 roku i od tamtego czasu sześciokrotnie wygrał 24h Le Mans, dwukrotnie zwyciężył w Indianapolis 500, czterokrotnie zdobył mistrzostwo Formuły 1, a raz został rajdowym mistrzem świata. 
Poza samochodami wyścigowymi Vailltante wytwarzało także samochody osobowe, ciężarowe, motocykle czy łodzie. Produkowane były takie serie modeli, jak  Commando, Concorde, Daytona, Horizon, Junior i Marathon.

## Upamiętnienie

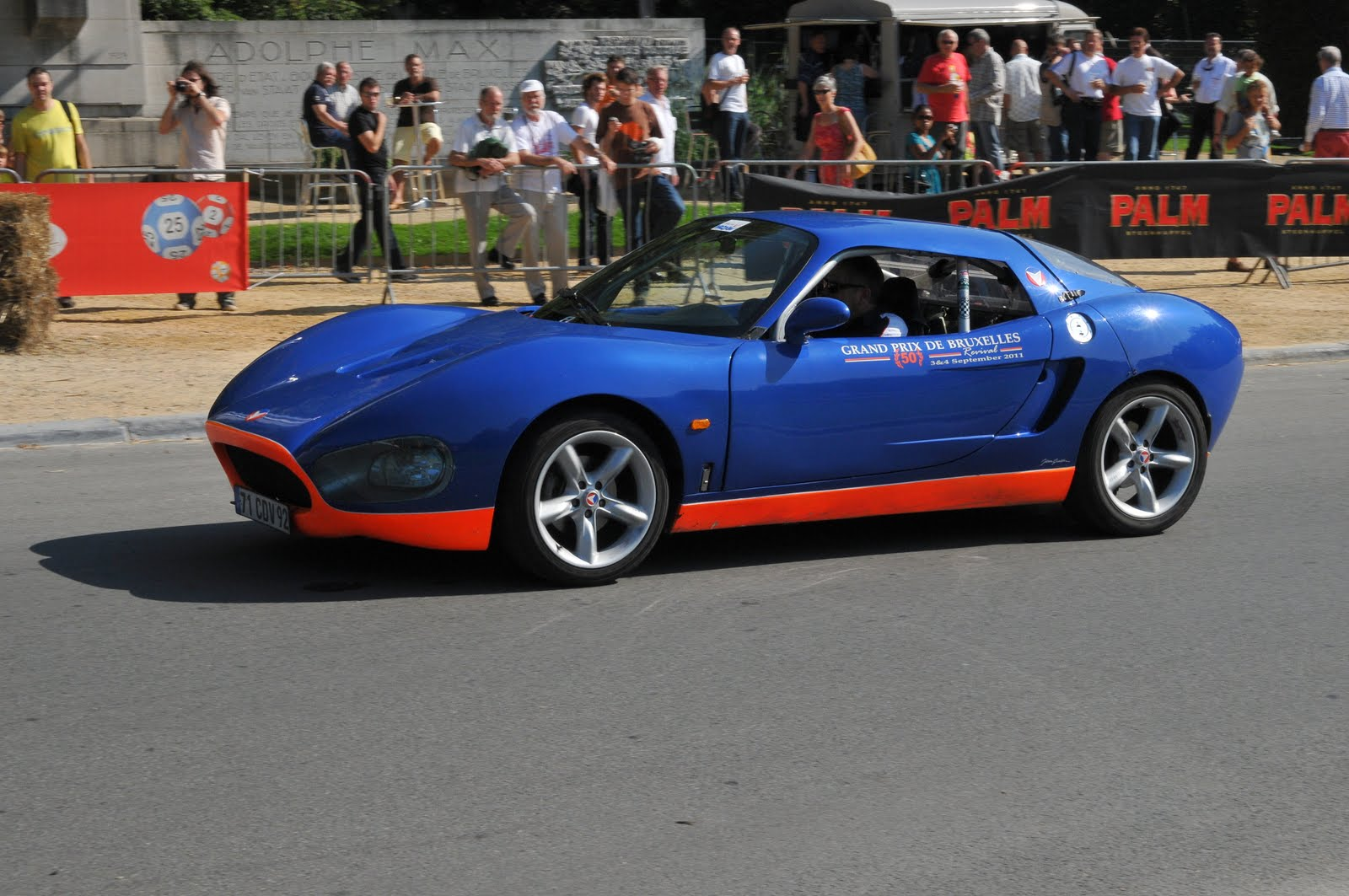
Vaillante Grand Défi

- W wyścigu 24h Le Mans 1997 uczestniczył Courage-Vaillante C41 pomalowany w schemat barw Vaillante. Załoga Cottaz/Policand/Goossens zajęła nim czwarte miejsce[12].

- W 1999 roku wyprodukowano serię samochodów Vaillante Grand Défi[13].
- W wyścigu 24h Le Mans 2002 na potrzeby filmu Najlepsi z najlepszych wzięła udział specjalnie pomalowana Lola B98/10[14].
- W 2006 roku na Geneva Motor Show został zaprezentowany SEAT Ibiza Vaillante, powstały przy udziale SEAT Sport[15].
- W wyścigu Portugalia 2012 serii WTCC Chevrolet Cruze Alaina Menu był pomalowany w barwy Vaillante, ponadto Menu uczestniczył w zawodach jako Michel Vaillant[16].
- W sezonie 2017 serii WEC zespół Rebellion Racing ścigał się jako Vaillante Rebellion, a ich samochody były pomalowane w schemat kolorów Vaillante[17].